# 保罗·富尔
保罗·富尔（法語：Paul Four，1956年2月13日—），法国男子现代五项运动员。他曾代表法国参加1980年和1984年夏季奥林匹克运动会现代五项比赛，其中1984年奥运会获得一枚铜牌。